# Шилдс, Кевин Патрик
Кевин Патрик Шилдс (род. 21 мая 1963) — ирландский музыкант, певец, автор песен, композитор и продюсер, известный как вокалист и гитарист группы My Bloody Valentine. My Bloody Valentine сильно повлияют на эволюцию альтернативного рока с их двумя студийными альбомами Isn't Anything (1988 г.) и Loveless (1991 г.), оба из которых стали пионерами жанра, известного как шугейз. Текстурированный звук гитары Шилдса и его эксперименты с тремоло на гитарах привели к созданию техники «скользящей гитары», которая стала узнаваемым аспектом звука My Bloody Valentine, наряду с его дотошными методами извлечения звука.
После распада My Bloody Valentine в конце 1990-х годов Шилдс стал сессионным музыкантом, продюсером, звукорежиссером и ремикшером, работал с такими группами, как Experimental Audio Research, Yo La Tengo, Dinosaur Jr. и Mogwai. В 1998 году он стал гастролирующим участником Primal Scream. Шилдс записал несколько оригинальных композиций к саундтреку фильма Софии Копполы «Трудности перевода» 2003 года. За них он был номинирован на награды Британской академии кино и телевизионных искусств (BAFTA) и Ирландской академии кино и телевидения (IFTA). В 2008 году Шилдс выпустил совместный концертный альбом вместе с Патти Смит под названием «The Coral Sea».
My Bloody Valentine воссоединились в 2007 году и выпустили свой третий студийный альбом m b v в феврале 2013 года. Альбом был полностью записан Шилдсом и находился в производстве с конца 1990-х годов, когда, по слухам, он страдал от психических заболеваний и находился в творческом застое. Такие журналы, как Rolling Stone и Spin поместили его в список лучших гитаристов всех времён. Кевин повлиял на многих музыкантов более позднего времени, в их числе Билли Корган (The Smashing Pumpkins), Джей Маскис (Dinosaur Jr.) и Густаво Серати.

## Ранняя жизнь
Кевин Патрик Шилдс родился 21 мая 1963 года в больнице Ямайки в Квинсе, Нью-Йорк, США. Он самый старший из пяти братьев и сестер, рожденных от ирландских родителей; его мать была медсестрой, а отец — руководителем пищевой промышленности. Родители Шилдса эмигрировали из Ирландии в Соединенные Штаты в 1950-х годах, когда они были подростками. Шилдс посещал римско-католическую начальную школу, которую он назвал «действительно ужасной школой, управляемой психопатическими монахинями».
Они жили во Флашинге, районе в северно-центральной части Квинса, переселяясь в Коммак, Лонг-Айленд, когда Шилдсу было четыре года. Там он жил до десяти лет. В 1973 году Шилдс вернулся в Дублин, Ирландия, со своими родителями, братьями и сестрами из-за финансовых сложностей и для того, чтобы оставаться рядом со своей большой семьей.
Шилдс вырос в Кабинтили, пригороде в южной части Дублина. Он охарактеризовал опыт переезда в Ирландию как культурный шок, «переходя, насколько мне казалось, от современного мира в какое-то далекое прошлое». Согласно Шилдсу, главное отличие США от Ирландии в том, что На него повлияло отношение к музыкальной культуре: «в США не было Top of the Pops, не было ничего подобного, не было MTV; а в Ирландии всё было полностью удовлетворено для подростков». Он сказал, что переезд в Ирландию «привёл его в музыку по-настоящему».

## Ранние проекты
Шилдс получил свою первую электрическую гитару, Hondo SG в подарок на Рождество в 1979 году. Кевин подружился с барабанщиком Кольмом О'Кисогом в южном Дублине летом 1978 года, и вместе они ответили на объявление, сделанное 12-летним музыкантом, о создании панк-рок-группы «The Complex». Школьный друг О'Кисога Лиам о Маонлаи из Coláiste Eoin в Booterstown был нанят в качестве ведущего вокалиста, и группа начала репетировать.
Позже Шилдс сказал, что «Комплекс» сформировался из «того, что на самом деле делают все ботаники и чудики в отличие от крутых людей в кожаных куртках», которые формировали вымышленные группы вокруг Дублина в конце 1970-х годов. По словам Шилдса, группа сыграла несколько концертов за свою недолгую карьеру, первые концерты включали в себя каверы на песни Sex Pistols и Ramones. «Комплекс» распался, когда on Маонлаи ушел, чтобы сформировать «Hothouse Flowers», а Кевин и О'Кисог начали репетировать с другим басистом.
В 1981 году трио сформировало «A Life in the Day», — группу, которая сосредоточилась на более пост-панковском звуке под влиянием Siouxsie and the Banshees и Joy Division. Группа записала демонстрационную ленту, в которой представлены первые эксперименты Шилдса с изгибом высоты тона гитары, и выступила на местных площадках для толпы не более ста человек.

## 1983—1997: My Bloody Valentine
«A Life in the Day» распалась в 1981 году, и в начале 1983 года Шилдс и Чиосойг сформировали My Bloody Valentine с вокалистом Дэвидом Конвеем. Конвей предложил несколько потенциальных названий групп (включая The Burning Peacocks), прежде чем трио согласилось на My Bloody Valentine. С тех пор Шилдс утверждал, что в то время он не знал, что My Bloody Valentine был названием канадского фильма-слешера 1981 года.
По предложению Шилдса Конвей связался с Гэвином Фрайдеем, ведущим вокалистом дублинской пост-панк-группы «Virgin Prunes». Фрайдей обеспечил группе шоу в Тилбурге, Нидерланды, в начале 1984 года, и группа переехала в Нидерланды. Они жили там ещё девять месяцев, сидя на корточках в Амстердаме, а затем в более сельской местности, где Шилдс работал на ферме. Из-за отсутствия возможностей и правильной документации группа переехала в Западный Берлин, Германия, в конце 1984 года и записала свой дебютный мини-альбом This Is Your Bloody Valentine, который был выпущен в 1985. Альбом не привлек большого внимания, и группа временно вернулась в Нидерланды, прежде чем обосноваться в Лондоне в 1985 году.
Группа пригласила басистку Дебби Гудж и выпустила свой дебютный расширенный спектакль Geek! в декабре 1985 года. EP не получил должного внимания, и из-за медленного развития группы Шилдс планировал переехать в Нью-Йорк, где жили члены его семьи. Два последовательных релиза группы, The New Record My Bloody Valentine (1986) и «Sunny Sundae Smile» (1987), принесли незначительный успех, достигнув 22-го и 6-го номеров соответственно на британском независимом альбоме Chart и Singles Chart.
Во время тура в марте 1987 года Дэвид Конуэй объявил о своем решении покинуть группу из-за проблем с желудком, разочарования в музыке и стремления стать писателем. Конвей был заменен вокалистом и гитаристом Билиндой Бутчер, с которой Шилдс разделил вокальные обязанности. Поначалу Шилдс не хотел брать на себя вокальную роль в группе, но сказал, что он «всегда пел в репетиционной комнате … и придумывал мелодии». В новом составе группа намеревалась сменить название «My Bloody Valentine», но они не смогли определиться с новым названием и поэтому решили сохранить оригинальное название.
Последовала серия успешных релизов, включая сингл из трёх треков «Strawberry Wine» и второй мини-альбом группы Ecstasy (1987), в которых Шилдс и Билинда Батчер разделили вокальные партии. Во время гастролей в поддержку «Ecstasy» My Bloody Valentine подписали контракт с Creation Records, на котором группу назвали «ирландским эквивалентом Hüsker Dü». Первым релизом группы для Creation был EP «You Made Me Realize», вышедший в 1988 году, за которым последовал чрезвычайно влиятельный дебютный студийный альбом группы Isn’t Anything (1988), который считается «фактически созданным» в жанре шугейз. My Bloody Valentine создали шаблон этого жанра, с которым в будущем начнут работать несколько групп.
My Bloody Valentine начали записи для своего второго альбома в феврале 1989 года. Creation Records полагали, что альбом можно будет записать за пять дней, но через несколько непродуктивных месяцев Шилдс взял на себя управление музыкальными и техническими аспектами сессий. Шилдс проводил записи в 19 других студиях и нанял несколько инженеров, в том числе Алан Молдер, Анджали Датт и Гай Фиксен. Поскольку запись заняла так много времени, Shields and Creation согласились выпустить два промежуточных EP, «Glider» (1990) и «Tremolo» (1991). Альбом Loveless был выпущен в ноябре 1991 года и, по слухам, стоил более 250 000 фунтов стерлингов и обанкротил Creation. Критический прием «Loveless» был очень тепло оценен критиками и фанатами с похвалой, хотя альбом не имел коммерческого успеха, достигнув 24-го места в британском чарте альбомов, но не попал в чарты на международном уровне. Основатель Creation Records Алан МакГи снял My Bloody Valentine с лейбла вскоре после выхода Loveless из-за чрезмерного времени записи альбома и межличностных проблем с Шилдсом.
В октябре 1992 года My Bloody Valentine подписали контракт с Island Records на £ 250,000. В тот момент группа вела строительство своей собственной студии в Стритхэме, Южной части Лондона, которое было завершено в апреле 1993 года. Несколько технических проблем со студией привели группу в «расплавление», по словам Шилдса. Гуг и Сиосиг покинули группу в 1995 году, в то время как Шилдс попытался записать третий студийный альбом; Шилдс сказал, что он будет выпущен в 1998 году, но My Bloody Valentine распались в 1997 году. Не в состоянии завершить третий альбом, Шилдс изолировал себя и, по его собственным словам, «сошёл с ума».

## 1997 год — Воссоединение My Bloody Valentine
С 1997 по 2006 год Кевин принял участие в сторонних проектах других музыкантов, выступил продюсером нескольких альбомов, а в 2008 году выпустил лайв-запись концерта, на котором Шилдс выступил вместе с Патти Смит.
Примерно в 2000 году он начал переговоры с участниками группы о перезапуске My Bloody Valentine, но все они были вовлечены в другие проекты. В августе 2007 года появилась информация, что My Bloody Valentine воссоединятся для фестиваля музыки и искусств «Coachella Valley» в 2008 году в Индио, штат Калифорния, США. Это было позже подтверждено самим Шилдсом вместе с объявлением о том, что третий студийный альбом группы, который он начал записывать в 1996 году, был близок к завершению.
В июне 2008 года My Bloody Valentine сыграли два концерта в Институте современного искусства в Лондоне, это были первые публичные выступления группы за 16 лет. Они отправились в масштабный тур по всему миру летом 2008 года (впервые после тура 1992 года в поддержку Loveless), включая выступления на концерте Øyafestivalen в Осло, Норвегия, Electric Picnic в Stradbally, Ирландия, и на фестивале Fuji Rock в Ниигате, Япония. По сообщениям, группа потратила 200 000 фунтов на оборудование для своего мирового турне.
В октябре 2011 года Шилдс создал свой независимый лейбл Pickpocket вместе с фронтменом Le Volume Courbe Шарлоттой Марионно и решил выпустить совместный сингл «ten minutes of noise».
В мае 2012 года были выпущены ремастированные версии «Isn’t Anything» и «Loveless», а также коллекция EP 1988—1991 годов и неизданные треки.
В ноябре Шилдс объявил о планах выпустить третий альбом My Bloody Valentine онлайн до конца года. Альбом «m b v» был в конечном итоге выпущен на официальном сайте группы 2 февраля 2013 года, что привело к сбою сайта при запуске из-за большого трафика. По словам Metacritic, «m b v» получил «всеобщее признание», и группа отправилась в мировое турне после его выхода.
С тех пор Шилдс объявил о намерении выпустить обновленные аналоговые сокращения бэк-каталога My Bloody Valentine, за которыми последовали два выпуска нового материала, выход которого был запланирован на 2019 год.

## Дискография
Кевин Шилдс
- The Coral Sea (совместно с Патти Смит) (2008)

My Bloody Valentine
- Isn’t Anything (1988)
- Loveless (1991)
- m b v (2013)